# Trichantherinae
Trichantherinae, podtribus u porodici primogovki, dio tribusa Ruellieae potporodica Acanthoideae. Sastoji se od 6 rodova

## Etimologija
Ime podplemena potječe od njegovog tipskog roda Trichanthera Kunth, 1818. koji pak potječe od dvije grčke riječi: trichos (= dlake) i anthos (= cvijet), tj. "dlakavi cvjetovi".

## Rodovi
1. Subtribus Trichantherinae Benth. & Hook.f.
  1. Louteridium S.Watson (11 spp.)
  2. Bravaisia DC. (3 spp.)
  3. Trichanthera Kunth (2 spp.)
  4. Trichosanchezia Mildbr. (1 sp.)
  5. Sanchezia Ruiz & Pav. (46 spp.)
  6. Suessenguthia Merxm. (8 spp.)